# Alfred Dumont (Maler)
Alfred-Paul-Emile-Etienne Dumont, auch Alfred Du Mont (* 13. Juni 1828 in Baulmes, Kanton Waadt; † 7. August 1894 in Genf), war ein Schweizer Landschafts- und Genremaler der Düsseldorfer Schule.

## Leben

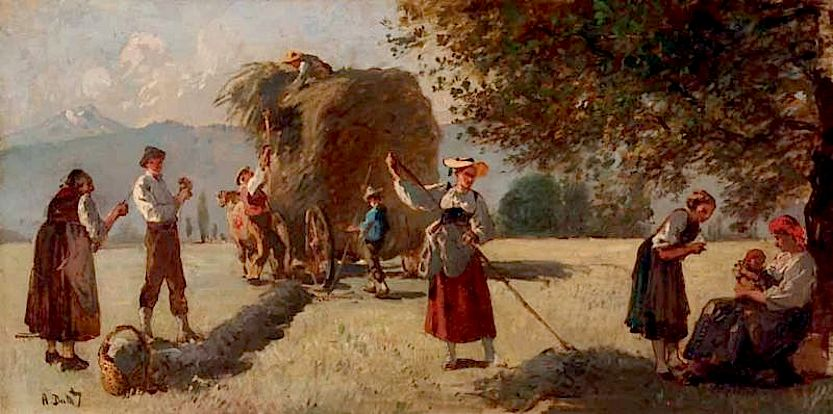
Genf, bei der Heuernte, um 1867

Dumont studierte zunächst Rechtswissenschaft. Unter Jean-Léonard Lugardon wandte er sich in Genf der Malerei zu. Dann folgte er dann seinen Freunden Jean-Jules Adrien Kunkler und Benjamin Vautier nach Düsseldorf. In den Jahren 1852 bis 1854 studierte er an der Kunstakademie Düsseldorf bei Karl Ferdinand Sohn und Christian Köhler. Dem Düsseldorfer Künstlerverein Malkasten gehörte er in den Jahren 1853/1854 an. Anschliessend hielt er sich für eine längere Zeit im Atelier von Charles Gleyre in Paris auf. Danach unternahm er mehrere Reisen, im Jahr 1892 eine Weltreise, auf der er schwer erkrankte. Dumont nahm seit 1867 regelmässig an französischen und Schweizer Ausstellungen teil. Seine Werke befinden sich in renommierten Museen in Genf, Basel und Bern.